# 小行星7431
小行星7431（英語：7431）是一颗围绕太阳公转的小行星。1993年3月19日，UESAC在拉西拉天文台发现了此天体。
这颗小行星的绝对星等为222.57208等。